# Pinaconota inaequalis
Pinaconota inaequalis är en kackerlacksart som först beskrevs av Walker, F. 1868.  Pinaconota inaequalis ingår i släktet Pinaconota och familjen jättekackerlackor. Inga underarter finns listade i Catalogue of Life.